# Finlandia Trophy de 2016
Finlandia Trophy de 2016 foi a vigésima primeira edição do Finlandia Trophy, um evento anual de patinação artística no gelo organizado pela Associação Finlandesa de Patinação Artística (em finlandês:  Suomen Taitoluisteluliitto ry), e que fez parte do Challenger Series de 2016–17. A competição foi disputada entre os dias 6 de outubro e 9 de outubro, na cidade de Espoo, Finlândia.

## Eventos
- Individual masculino
- Individual feminino
- Duplas
- Dança no gelo
- Patinação sincronizada

## Medalhistas
| Evento                          | Ouro                                      | Prata                                              | Bronze                                         |
| Sênior (Challenger Series)      |                                           |                                                    |                                                |
| Individual masculino detalhes   | Nathan Chen · Estados Unidos              | Patrick Chan · Canadá                              | Maxim Kovtun · Rússia                          |
| Individual feminino detalhes    | Kaetlyn Osmond · Canadá                   | Mao Asada · Japão                                  | Anna Pogorilaya · Rússia                       |
| Duplas detalhes                 | Meagan Duhamel · Eric Radford · Canadá    | Kristina Astakhova · Alexei Rogonov · Rússia       | Mari Vartmann · Ruben Blommaert · Alemanha     |
| Dança no gelo detalhes          | Alexandra Stepanova · Ivan Bukin · Rússia | Madison Hubbell · Zachary Donohue · Estados Unidos | Tiffany Zahorski · Jonathan Guerreiro · Rússia |
| Outros eventos                  |                                           |                                                    |                                                |
| Patinação sincronizada detalhes | Team Paradise · Rússia                    | Marigold Iceunity · Finlândia                      | Team Unique · Finlândia                        |

## Resultados

### Individual masculino
| Pos.              | Nome                  | Nacionalidade    | Pontos | PC         | PL          |
| ----------------- | --------------------- | ---------------- | ------ | ---------- | ----------- |
| Medalha de ouro   | Nathan Chen           | Estados Unidos   | 256.44 | 87.50 (2)  | 168.94 (1)  |
| Medalha de prata  | Patrick Chan          | Canadá           | 248.73 | 84.59 (3)  | 164.14 (2)  |
| Medalha de bronze | Maxim Kovtun          | Rússia           | 229.57 | 88.26 (1)  | 141.31 (4)  |
| 4                 | Mikhail Kolyada       | Rússia           | 219.55 | 80.20 (4)  | 139.35 (5)  |
| 5                 | Jorik Hendrickx       | Bélgica          | 218.32 | 79.22 (5)  | 139.10 (6)  |
| 6                 | Alexander Petrov      | Rússia           | 211.80 | 69.71 (7)  | 142.09 (3)  |
| 7                 | Oleksii Bychenko      | Israel           | 203.75 | 74.17 (6)  | 129.58 (10) |
| 8                 | Paul Fentz            | Alemanha         | 196.12 | 62.36 (8)  | 133.76 (8)  |
| 9                 | Alexander Majorov     | Suécia           | 193.78 | 56.06 (12) | 137.72 (7)  |
| 10                | Ivan Righini          | Itália           | 191.81 | 61.73 (9)  | 130.08 (9)  |
| 11                | Ryuju Hino            | Japão            | 181.25 | 55.91 (13) | 125.34 (11) |
| 12                | Jiří Bělohradský      | República Tcheca | 175.63 | 61.59 (10) | 114.04 (12) |
| 13                | Daniel Samohin        | Israel           | 160.97 | 52.03 (14) | 108.94 (13) |
| 14                | Daniel Albert Naurits | Estônia          | 152.41 | 56.84 (11) | 95.57 (16)  |
| 15                | Bela Papp             | Finlândia        | 148.84 | 47.18 (15) | 101.66 (14) |
| 16                | Samuel Koppel         | Estônia          | 143.32 | 46.38 (16) | 96.94 (15)  |

### Individual feminino
| Pos.              | Nome                   | Nacionalidade  | Pontos | PC         | PL         |
| ----------------- | ---------------------- | -------------- | ------ | ---------- | ---------- |
| Medalha de ouro   | Kaetlyn Osmond         | Canadá         | 187.27 | 64.73 (3)  | 122.54 (1) |
| Medalha de prata  | Mao Asada              | Japão          | 186.16 | 64.87 (2)  | 121.29 (2) |
| Medalha de bronze | Anna Pogorilaya        | Rússia         | 182.80 | 69.50 (1)  | 113.30 (3) |
| 4                 | Elizaveta Tuktamysheva | Rússia         | 165.59 | 62.99 (4)  | 102.60 (4) |
| 5                 | Nicole Schott          | Alemanha       | 150.00 | 51.03 (7)  | 98.97 (7)  |
| 6                 | Courtney Hicks         | Estados Unidos | 149.80 | 57.41 (5)  | 92.39 (8)  |
| 7                 | Loena Hendrickx        | Bélgica        | 148.16 | 48.81 (8)  | 99.35 (6)  |
| 8                 | Serafima Sakhanovich   | Rússia         | 143.37 | 42.88 (14) | 100.49 (5) |
| 9                 | Joshi Helgesson        | Suécia         | 142.30 | 56.12 (6)  | 86.18 (10) |
| 10                | Viveca Lindfors        | Finlândia      | 137.10 | 47.07 (10) | 90.03 (9)  |
| 11                | Danielle Harrison      | Reino Unido    | 125.89 | 47.72 (9)  | 78.17 (12) |
| 12                | Emmi Peltonen          | Finlândia      | 124.17 | 46.49 (11) | 77.68 (13) |
| 13                | Karly Robertson        | Reino Unido    | 120.54 | 44.79 (13) | 75.75 (14) |
| 14                | Liubov Efimenko        | Finlândia      | 119.42 | 39.76 (16) | 79.66 (11) |
| 15                | Helery Hälvin          | Estônia        | 116.39 | 45.24 (12) | 71.15 (16) |
| 16                | Aimee Buchanan         | Israel         | 110.41 | 40.86 (15) | 69.55 (17) |
| 17                | Daša Grm               | Eslovênia      | 105.00 | 31.37 (18) | 73.63 (15) |
| 18                | Yasmine Yamada         | Suíça          | 98.09  | 38.50 (17) | 59.59 (19) |
| 19                | Ilaria Nogaro          | Itália         | 90.87  | 31.01 (19) | 59.86 (18) |

### Duplas
| Pos.              | Nome                                       | Nacionalidade  | Pontos | DC        | DL         |
| ----------------- | ------------------------------------------ | -------------- | ------ | --------- | ---------- |
| Medalha de ouro   | Meagan Duhamel / Eric Radford              | Canadá         | 197.78 | 66.49 (1) | 131.29 (1) |
| Medalha de prata  | Kristina Astakhova / Alexei Rogonov        | Rússia         | 169.10 | 57.26 (2) | 111.84 (2) |
| Medalha de bronze | Mari Vartmann / Ruben Blommaert            | Alemanha       | 164.91 | 56.58 (3) | 108.33 (3) |
| 4                 | Ashley Cain / Timothy Leduc                | Estados Unidos | 158.63 | 54.26 (6) | 104.37 (4) |
| 5                 | Tarah Kayne / Daniel O'Shea                | Estados Unidos | 158.11 | 54.65 (4) | 103.46 (5) |
| 6                 | Ekaterina Alexandrovskaya / Harley Windsor | Austrália      | 147.02 | 54.54 (5) | 92.48 (6)  |
| 7                 | Minerva Fabienne Hase / Nolan Seegert      | Alemanha       | 127.55 | 50.28 (7) | 77.27 (8)  |
| 8                 | Alexandra Herbríková / Nicolas Roulet      | Suíça          | 117.36 | 38.84 (8) | 78.52 (7)  |
| 9                 | Ioulia Chtchetinina / Noah Scherer         | Suíça          | 104.32 | 33.61 (9) | 70.71 (9)  |

### Dança no gelo
| Pos.              | Nome                                         | Nacionalidade  | Pontos | DC         | DL         |
| ----------------- | -------------------------------------------- | -------------- | ------ | ---------- | ---------- |
| Medalha de ouro   | Alexandra Stepanova / Ivan Bukin             | Rússia         | 172.83 | 69.63 (1)  | 103.20 (1) |
| Medalha de prata  | Madison Hubbell / Zachary Donohue            | Estados Unidos | 165.76 | 65.31 (2)  | 100.45 (2) |
| Medalha de bronze | Tiffany Zahorski / Jonathan Guerreiro        | Rússia         | 153.00 | 62.27 (3)  | 90.73 (4)  |
| 4                 | Laurence Fournier Beaudry / Nikolaj Sørensen | Dinamarca      | 149.69 | 58.76 (5)  | 90.93 (3)  |
| 5                 | Natalia Kaliszek / Maksym Spodyriev          | Polônia        | 147.46 | 60.62 (4)  | 86.84 (5)  |
| 6                 | Olivia Smart / Adrià Díaz                    | Espanha        | 142.12 | 55.89 (6)  | 86.23 (6)  |
| 7                 | Cecilia Törn / Jussiville Partanen           | Finlândia      | 126.93 | 46.66 (7)  | 80.27 (7)  |
| 8                 | Taylor Tran / Saulius Ambrulevičius          | Lituânia       | 117.63 | 45.27 (8)  | 72.36 (8)  |
| 9                 | Emi Hirai / Marien De La Asuncion            | Japão          | 102.03 | 44.07 (9)  | 57.96 (10) |
| 10                | Olesia Karmi / Max Lindholm                  | Finlândia      | 101.02 | 42.80 (10) | 58.22 (9)  |

### Patinação sincronizada
| Pos.              | Equipe            | Nacionalidade | Pontos | PC        |
| ----------------- | ----------------- | ------------- | ------ | --------- |
| Medalha de ouro   | Team Paradise     | Rússia        | 65.61  | 87.50 (1) |
| Medalha de prata  | Marigold Iceunity | Finlândia     | 64.57  | 84.59 (2) |
| Medalha de bronze | Team Unique       | Finlândia     | 62.04  | 88.26 (3) |
| 4                 | Revolutions       | Finlândia     | 54.52  | 80.20 (4) |
| 5                 | Rockettes         | Finlândia     | 48.76  | 79.22 (5) |

## Quadro de medalhas
Challenger Series
| Ordem | País           | Medalha de ouro | Medalha de prata | Medalha de bronze |    | Ordem por total |
| ----- | -------------- | --------------- | ---------------- | ----------------- | -- | --------------- |
| 1     | Canadá         | 2               | 1                |                   | 3  | 2               |
| 2     | Rússia         | 1               | 1                | 3                 | 5  | 1               |
| 3     | Estados Unidos | 1               | 1                |                   | 2  | 3               |
| 4     | Japão          |                 | 1                |                   | 1  | 4               |
| 5     | Alemanha       |                 |                  | 1                 | 1  | 4               |
| TOTAL | TOTAL          | 4               | 4                | 4                 | 12 | —               |

Geral
| Ordem | País           | Medalha de ouro | Medalha de prata | Medalha de bronze |    | Ordem por total |
| ----- | -------------- | --------------- | ---------------- | ----------------- | -- | --------------- |
| 1     | Rússia         | 2               | 1                | 3                 | 6  | 1               |
| 2     | Canadá         | 2               | 1                |                   | 3  | 2               |
| 3     | Estados Unidos | 1               | 1                |                   | 2  | 3               |
| 4     | Finlândia      |                 | 1                | 1                 | 2  | 3               |
| 5     | Japão          |                 | 1                |                   | 1  | 5               |
| 6     | Alemanha       |                 |                  | 1                 | 1  | 5               |
| TOTAL | TOTAL          | 5               | 5                | 5                 | 15 | —               |